# Peggy Ashcroft
Edith Margaret Emily 'Peggy' Ashcroft (Croydon (Londen), 22 december 1907 – aldaar, 14 juni 1991) was een Engelse actrice. Zij won in 1985 een Academy Award voor haar bijrol als Mrs. Moore in A Passage to India. Daarnaast kreeg ze gedurende haar carrière meer dan twaalf andere acteerprijzen toegekend, waaronder een Golden Globe, drie BAFTA Awards en de prijs voor beste actrice op het Filmfestival van Venetië 1989. Ashcroft werd in 1951 benoemd tot Commandeur in de Orde van het Britse Rijk en in 1956 gepromoveerd tot Dame Commandeur in de Orde van het Britse Rijk.
Ashcroft maakte in 1933 haar film- en acteerdebuut als Olalla Quintana in The Wandering Jew, de eerste van 16 filmrollen, 25 inclusief die in televisiefilms. Daarnaast speelde Ashcroft in verschillende televisieseries, voornamelijk rollen van historische, adellijke personages. Meer nog dan voor de camera acteerde ze in het theater.
Ashcroft trouwde drie keer. Haar eerste huwelijk was met Rupert Charles Hart-Davis en duurde van 1929 tot en met 1933. Ze hertrouwde een jaar na de scheiding met Theodor Komisarjevsky, maar ook dit hield geen stand. Haar derde echtgenoot Jeremy Hutchinson was van 1940 tot en met 1965 degene met wie Ashcroft het langst samenbleef. Met hem kreeg ze nog twee kinderen.
Op 83-jarige leeftijd overleed Ashcroft aan de gevolgen van een beroerte. Ze werd begraven op het kerkhof van de Westminster Abbey.

## Filmografie
*Exclusief negen televisiefilms

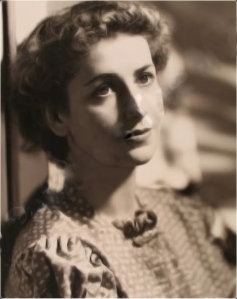
Ashcroft (1936)

| - Madame Sousatzka (1988) - When the Wind Blows (1986, stem) - A Passage to India (1984) - Joseph Andrews (1977) - Der Fußgänger (1973, aka The Pedestrian) - Sunday Bloody Sunday (1971) - Three Into Two Won't Go (1969) - Secret Ceremony (1968) | - Tell Me Lies (1968) - The Nun's Story (1959) - Quiet Wedding (1941) - Channel Incident (1940) - A People Eternal (1939) - Rhodes of Africa (1936) - The 39 Steps (1935) - The Wandering Jew (1933) |

## Televisieseries
*Exclusief eenmalige gastrollen
- The Jewel in the Crown - Barbie Batchelor (1984, zeven afleveringen)
- Edward & Mrs. Simpson - Koningin Mary van Teck (1978, vijf afleveringen)
- War of the Roses - Koningin Margaretha van Anjou (1965, drie afleveringen)